# Enghagen (Gemeinde Enns)
Enghagen ist ein Ort an der Donau in Oberösterreich wie auch Stadtteil und Ortschaft der Stadtgemeinde Enns im Bezirk Linz-Land.

## Geographie
Der Ort befindet sich 2 Kilometer nördlich vom Stadtzentrum Enns. Er liegt am Kristeinbach, nur knapp 500 Meter ab von der Donau, auf um die 245 m ü. A. Höhe. Der Kristeinbach mündet etwa einem Kilometer nordöstlich in den dortigen Donau-Nebenarm.
Enghagen wird siedlungsgeographisch als Stadtteil geführt, ist aber noch vollständig von Äckern und Wiesen umgeben. Im Norden erstreckt sich zwischen Kristeinbach und Donauufer Augebiet. Vom Hauptort ist Enghaagen durch die B1 und die Neue Westbahn getrennt. Er bildet eine eigenständige Ortschaft und umfasst nur gut 30 Adressen mit etwa 100 Einwohnern.
Die Ortslage Enghagen am Tabor an der Ennsmündung bildet eine eigene Ortschaft.
|                 | Langenstein ∗ (O, Gem. Langenstein, Bez. Perg) Donau |                                 |
| Kronau          | Kompassrose, die auf Nachbargemeinden zeigt          | Enghagen am Tabor (O) Ennshafen |
| Lorch (Stt., O) | Enns (Stt., O)                                       |                                 |

∗ Schlossau mit der Ruine Spielberg

## Geschichte
Enghagen war ein wichtiger Hafenort der Donau. Hier soll die römische Donauflottille (classis Pannonica) von Lauricum gelegen haben. 1340 verlegte Herzog Albrecht die Lände der Salzschiffe von Reintal (an der Enns) hierher: Das betraf sowohl die von Passau mit dem Salzburger Salz kommenden Händler, als auch diejenigen aus dem Salzkammergut. Die Flöße aus dem Ischler Raum kamen von Gmunden die Traun abwärts, und das Salz wurde in Zizlau bei Linz auf die Donau-Zillen umgeladen. Hier wurde der Gutteil des Handels nach Böhmen bedient, insbesondere dann auf der 1505 fertiggestellten Donaubrücke Mauthausen–Enghagen, und als Böhmen 1526 habsburgisch wurde und Kaiser Maximilian I. den Absatz seines eigenen Salzes forcieren wollte.
Kaiser Ferdinand III. siedelte hier Mitte des 17. Jahrhunderts ein eigenes Salzbeförderungsamt an, das bis 1826 bestand. Dieses Haus war bis 2016 denkmalgeschützt.
Das heute verfallene Schloss Spielberg in der Schlossau, 1148 urkundlich, gehörte ursprünglich zu Enghagen, seit 1997 gehört es zu Langenstein, die Grenze des Mühlviertels liegt hierorts jetzt wieder am Nordufer der Donau.
Noch im frühen 19. Jahrhundert lag Enghagen direkt am Ufer des Hauptlaufs der Donau, respektive am Enghager Wasser, einem Nebenarm, als die Donau noch in einem großen Mäander vom – heute abgekommenen – Astener Ort Fisching und Kronau an Schloss Spielberg vorbei (dieses rechtsufrig) hinüber nach Langenstein und Mauthausen wechselte. Der Kristeinbach, seinerzeit hier noch Kühwampe genannt, mündete ursprünglich direkt im Ort. Enghagen hatte eine größere Lände am Enghager Wasser. Durch die Donauregulierung ist aber der Bereich verlandet. Diese Kühwampe (der heutige Kronaubach) war ebenfalls ein Altarm der Donau. Der noch ältere Salzhafen Raffelstetten westlich (Altau, heutiger Aubach), der gemeinsame Name Ipphas für Ipf- wie Kristeinbach (8. Jh.), der mögliche Schiffkanal nach Reintal und auch die Ausrichtung der Anlage des Militärlagers Lauricaum lässt einen recht direkten Zusammenfluss der Bäche und möglicherweise auch der Enns in ihrem westlichsten Delta-Arm hier im Raum in der Antike und noch im Mittelalter vermuten.
Wohl um 1880 wurde die Wegkapelle errichtet, die ebenfalls unter Denkmalschutz steht.
Am Enghagener Salzamtshaus finden sich historisch bedeutende Pegelstände von Hochwässern und Eisstößen der Donau.